# بيرتاج (مقاطعة بيجار)
بیرتاج (بالفارسية: پیرتاج) هي مستوطنة تقع في إيران في قسم بیرتاج الريفي. يقدر عدد سكانها بـ 1,451 نسمة .